# 王全安
王全安（1965年10月26日—），中國電影導演、編劇，柏林影展金熊奖得主。2014年9月，因嫖娼被中国广电总局列为「劣跡艺人」。

## 生平
王全安生於陝西延安，1991年畢業於北京電影學院表演系，隨後分配至西安電影製片廠。
自2000年拍攝首部導演作品《月蝕》以來，王全安的電影作品產量不多，但幾乎每部都受到國際影展青睞。2007年，他的導演作品《图雅的婚事》获得第57届柏林国际影展金熊奖。2010年，他以電影《團圓》獲第60屆柏林影展最佳編劇銀熊獎。
就讀電影學院時，他曾演出電影《離離原上草》，並與合作演員蒋雯丽交往。他也曾與長期擔任自己電影女主角的演員余男相戀。2011年4月18日，他与女演员张雨绮结婚。2013年4月在岛国马尔代夫正式举行了婚礼。
2014年9月10日，王全安因嫖娼被北京市东城区警方行政拘留。9月29日，王全安己正式入广电总局的“封杀劣迹艺人”列单中，其国内参与制作的电影、电视剧、电视节目、广告节目、网络剧、微电影等，都列入暂停播出范围。
2017年担任第67屆柏林影展评审团成员。

## 導演作品
- 《月蝕》（2000年）
- 《驚蟄》（2003年）
- 《圖雅的婚事》（2007年）
- 《紡織姑娘》（2009年）
- 《團圓》（2010年），2013年9月在中国上映[6]
- 《白鹿原》（2012年）
- 《恐龙蛋》（2019年）

## 表演作品
- 《北京，你早》（1990年）
- 《雪山义侠》 （1991年）
- 《隐身博士》（1991年）

## 榮譽
- 《月蚀》，获莫斯科电影节国际评委大奖；
- 《圖雅的婚事》，獲第57屆柏林國際影展金熊獎；
- 《紡織姑娘》，獲得第33屆蒙特婁影展評審團特別獎和國際影評人獎；
- 《團圓》，入圍第60屆柏林國際影展主競賽單元，获得最佳编剧银熊奖。
- 《白鹿原》，入圍第62屆柏林國際影展主競賽單元，获得最佳艺术贡献（摄影）奖。

## 性丑闻
2014年9月10日民警在北京市东城区某小区一单元楼内将进行卖淫嫖娼活动的王全安、吕某某（女，31岁，黑龙江省人）当场抓获，二人对违法事实供认不讳。经审查，嫌疑人王全安通过手机招嫖信息联系到吕某某，当晚6时许，二人在王全安的工作室进行卖淫嫖娼活动，后王全安付给吕某某800元作为嫖资。警方进一步工作还查明，王全安于8、9、10日连续三次嫖娼，其中9日他同时与两名女子进行卖淫嫖娼活动。